# Marguerite Flavien
Marguerite Flavien ou Marguerite Buffard-Flavien, née le 20 juin 1912 à Gillois et morte le 13 juin 1944 à Lyon, est une professeure de philosophie, connue pour son engagement dans la Résistance intérieure française.

## Biographie
Fille d'instituteurs, Marguerite Buffard sort major de l'École normale supérieure de jeunes filles (promotion L1932). Elle dirige le groupe du Comité de vigilance des intellectuels antifascistes à l'ENS.
En 1935, elle est nommée professeure à Colmar et adhère cette même année au Parti communiste. Elle accepte des responsabilités, devenant propagandiste auprès des femmes du Haut-Rhin et du Bas-Rhin. En 1937, elle est nommée à Caen. Elle devient secrétaire régionale communiste du Calvados. À cause de ses activités militantes, elle est mutée à Troyes, où elle épouse en août 1939 Jean Flavien, petit agriculteur et secrétaire régional communiste de l'Aube.
Jean Flavien est mobilisé le 3 septembre 1939. Il est fait prisonnier en juin 1940 et envoyé en Poméranie. De son côté, Marguerite Flavien est révoquée de l'Éducation nationale car communiste. Elle devient alors ouvrière et participe à l'exploitation agricole familiale. En janvier 1940, elle est exclue du Parti communiste pour, motifs précisés en 1944, « extrême gauchiste, sectarisme tendance trotskiste ».
Elle est plusieurs fois arrêtée : en mai 1940, emprisonnée à Dijon, d'où elle s'évade ; en octobre 1942, internée au camp de la Lande de Monts puis en août 1943 au camp de Mérignac d'où elle s'évade également. En décembre 1943, elle rejoint Paris et travaille un temps pour une compagnie d'assurances,.
Elle rejoint alors les FTP dont elle intègre l'état-major dans la région lyonnaise. Elle est arrêtée le 10 juin 1944 par la milice à la suite d'une dénonciation. Elle se défenestre trois jours plus tard, de peur de parler sous la torture.
Face à la demande de réhabilitation de la mère de Marguerite Flavien, le Parti communiste annule la sanction prise à son encontre, la considérant « morte victime de sa conduite courageuse, en bonne et vaillante communiste ».
Son dénonciateur est fusillé en 1946.

## Hommages
- Il existe une avenue Marguerite-Flavien-Buffard à Troyes.
- Une plaque est apposée rue Saint-Hélène à Lyon, lieu de sa défenestration, avec la mention imprécise « Assassinée par la Gestapo »[4]. En 2011, une autre plaque est installée en-dessous de la première, précisant qu'elle fut arrêtée par la milice et non la Gestapo.